# Alexander Robertson
Alexander Robertson (* 12. Februar 1896 in Charlesfield, Aberdeenshire; † 9. Februar 1970) war ein schottischer Chemiker.
Er war der Sohn eines Farmers und studierte Chemie an der University of Aberdeen, unterbrochen vom Wehrdienst im Ersten Weltkrieg bei den Royal Engineers als Leutnant in einer Spezialeinheit für chemische Kriegführung. Ab 1922 studierte er mit einem Carnegie Stipendium an der Universität Glasgow bei George Gerald Henderson und wurde 1924 mit einer Dissertation über Terpene promoviert. Anschließend war er als Rockefeller Stipendiat an der Universität Manchester bei Robert Robinson und wurde danach dort Lecturer. 1928 ging er an die Universität London und 1930 an die London School of Hygiene and Tropical Medicine. 1933 bis zur Emeritierung 1957 war er Professor für Organische Chemie an der  University of Liverpool. Nach der Pensionierung befasste er sich mit Anwendungen in der Landwirtschaft als Mitglied der Rothamsted Agricultural Station.
Er befasste sich mit Naturstoffen und organischer Chemie, speziell mit Glykosiden. Robertson war seit 1941 Fellow der Royal Society und erhielt 1952 die Davy-Medaille.
1926 heiratete er Margaret Mitchell-Chapman, die 1957 starb. 